# Compus de două tetraedre trunchiate
În geometrie compusul de două tetraedre trunchiate este un compus poliedric uniform format din 2 tetraedre trunchiate în poziții duale, în același aranjament ca și cel al stella octangula. Are simetrie octaedrică Oh ([4,3]).
Are indicele de compus uniform UC54.

## Mărimi asociate

### Coordonate carteziene
Coordonatele carteziene ale vârfurilor acestui compus sunt toate permutările ale
{\displaystyle \left(\,\pm 1,\,\pm 1,\,\pm 3\,\right).}

### Volum
Următoarea formulă pentru volum V este stabilită pentru lungimea laturilor tuturor poligoanelor (care sunt regulate) a:
{\displaystyle V={\frac {23{\sqrt {2}}}{6}}a^{3}\approx 5,421152~a^{3}.}

## Poliedre înrudite
Are în comun același aranjament al vârfurilor cu rombicuboctaedrul convex, dar neuniform, care are 12 fețe dreptunghiulare.